# 拉瓦卡區
4°54′36″S 80°57′42″W / 4.9100°S 80.9617°W
拉瓦卡區（西班牙語：Distrito de La Huaca），是秘魯的一個區，位於該國西北部皮烏拉大區的派塔省，始建於1825年6月21日，面積599.51平方公里，海拔高度22米，2005年人口10,594，人口密度每平方公里18人。